# Rodion Raskolnikov
Rodion Romanovici Raskolnikov (în rusă Родион Романович Раскольников) este personajul central al romanului Crimă și pedeapsă al lui Fiodor Dostoievski.
Numele Raskolnikov derivează din rusescul „raskolnik”, semnificând „schismatic” (făcând referire, în mod tradițional la membrii mișcării Vechii Credințe). Numele „Rodion” provine din limba greacă, referindu-se la un locuitor al insulei Rodos.